# Caída inteligente

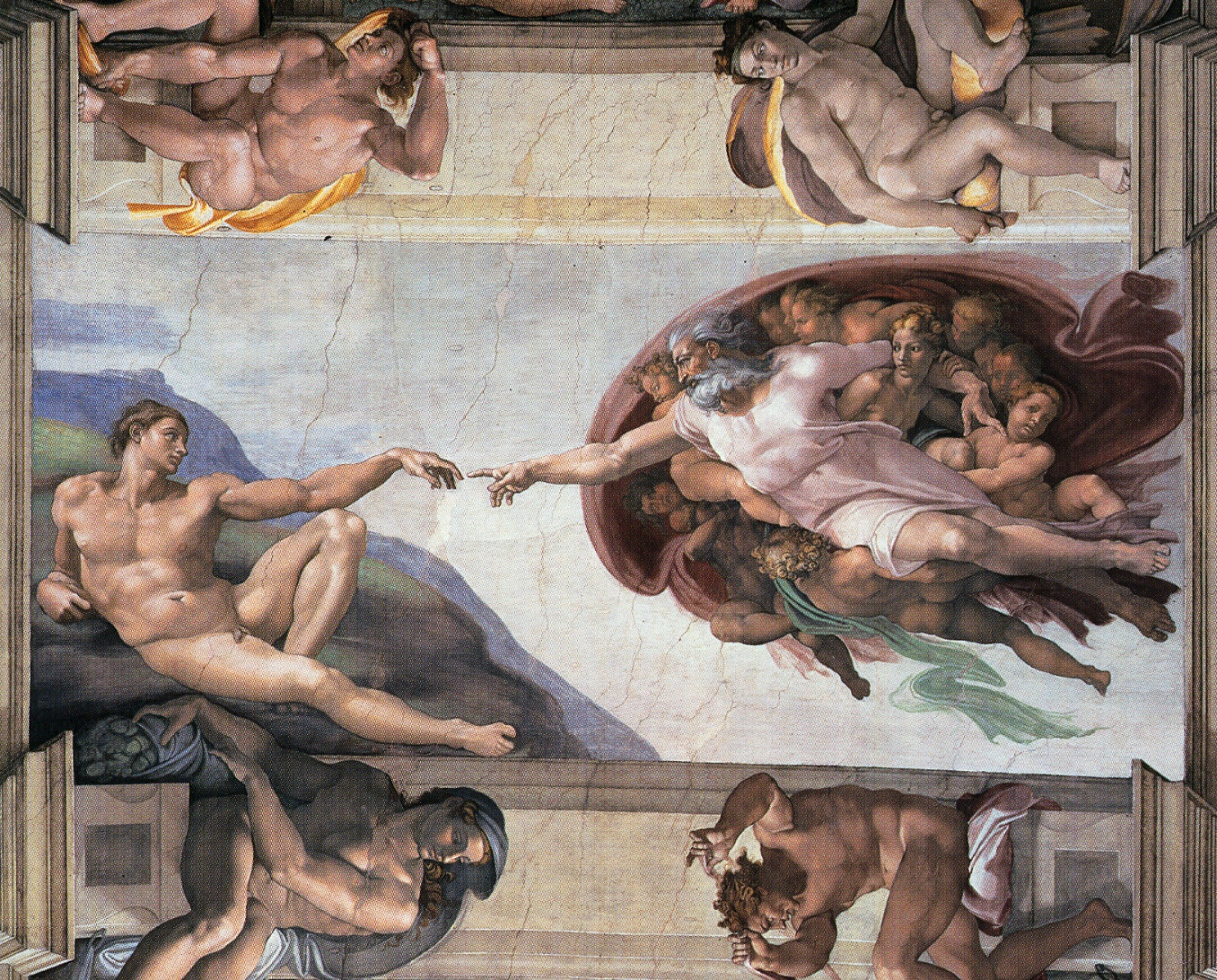
Hermosa pintura del

La teoría de la caída inteligente, llamada en inglés como Intelligent falling (IF), es una parodia de la creencia del diseño inteligente.
Se trata de una explicación sobrenatural seudocientífica de los efectos de la gravitación, la cual fue convertida en fenómeno de internet. Explica que la caída libre es causada por la mano de dios tal y como se explica en los frescos de Miguel Ángel en la Capilla Sixtina. Aunque en este caso el movimiento tiene sus raíces en mensajes de la red usenet en 2002, las explicaciones religiosas de la gravedad basadas en la intervención divina han existido durante varios siglos, incluyendo los escritos de Isaac Newton.
La «teoría» propone que la explicación científica de la fuerza de la gravedad no puede explicar todos los aspectos del fenómeno, por lo que es lógico que se debe dar credibilidad a la idea de que las cosas caen por una inteligencia superior. También se hace la afirmación de que la gravedad es «solo una teoría», parodiando las afirmaciones hechas por los creacionistas en relación con el estatus de la teoría de la evolución.